# 이탈리아 우주국

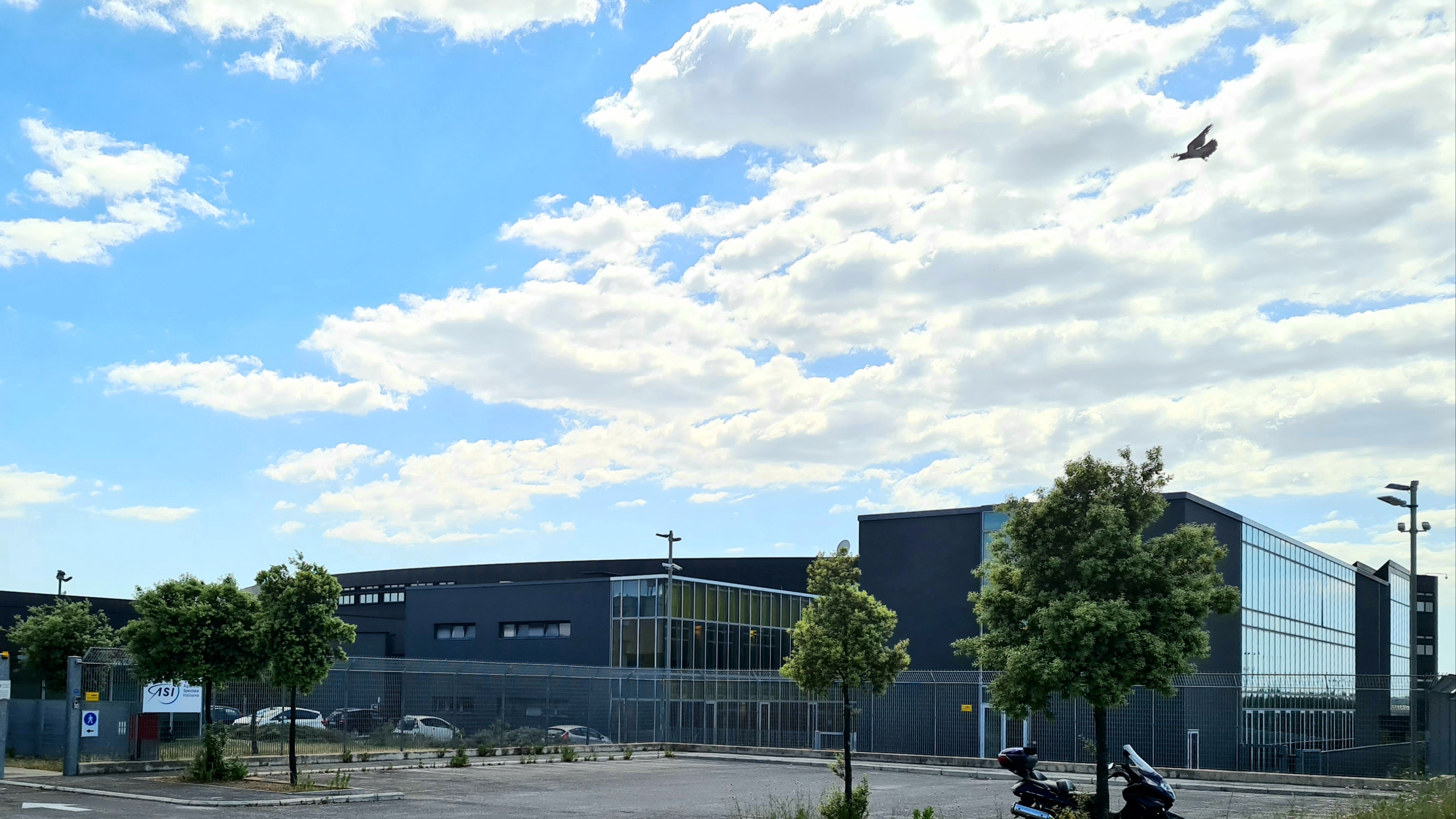
로마에 위치하고 있는 건물 전경

이탈리아 우주국(이탈리아어: Agenzia Spaziale Italiana, ASI) 또는 이탈리아 우주기구는 이탈리아의 우주 탐사 활동에 자금을 지원, 규제 및 조정하기 위해 1988년에 설립된 정부 기관이다. 이 기관은 항공우주 연구 및 기술 분야에서 활동하는 수많은 국내 및 국제 기관과 협력하고 있다.
국가적으로 ASI는 국가 항공우주 계획의 초안을 작성하고 실행을 보장하는 역할을 담당한다. 이를 위해 이 기관은 CIRA와 같은 여러 이탈리아 우주 연구 기관 및 자산의 소유자/조정자로 운영될 뿐만 아니라 우주 비행 프로젝트에 대한 이탈리아 산업 계약자를 위한 요청 및 기회 프로세스를 구성한다. 국제적으로 ASI는 유럽 우주국 이사회와 산하기관에 이탈리아 대표단을 파견할 뿐만 아니라 해외 협력에 있어 이탈리아의 이익을 대표한다.
ASI의 본부는 이탈리아 로마에 있으며, 이 기관은 이탈리아 마테라에 위치한 CGS(우주 측지학 센터)와 자체 우주항인 브로글리오 우주 센터라는 두 개의 운영 센터를 직접 통제한다. 케냐 해안 해역에 있으며 현재 통신 지상국으로만 사용된다. 트라파니에 위치한 또 하나의 풍선 발사 기지는 2010년에 영구적으로 폐쇄되었다. 2020년 ASI의 연간 수익 예산은 약 20억 유로였으며 약 200명의 직원을 직접 고용했다.